# 91e corps d'armée
Le 91e corps d'armée (en allemand : LXXXXI. Armeekorps z.b.V.) était un corps d'armée de l'armée de terre allemande, la Heer, au sein de la Wehrmacht pendant la Seconde Guerre mondiale.

## Hiérarchie des unités
| Nom          | Nbre d'hommes       | Unités subalternes                | Grade de commandement                 |
| ------------ | ------------------- | --------------------------------- | ------------------------------------- |
| Heeresgruppe | + 300 000           | 2 à + Armeen (Armées)             | Generaloberst ou Generalfeldmarschall |
| Armee        | + 100 000 - 300 000 | 2 à + Armeekorps (Corps d'armées) | General ou Generaloberst              |
| Armeekorps   | + 30 000 - 80 000   | 2 à + Divisionen (Division)       | Generalleutnant ou General            |
| Division     | + 10 000 – 20 000   | 2 à 6 Brigaden (Brigade)          | Generalmajor ou Generalleutnant       |
| Brigade      | + 3 000 – 5 000     | jusqu'à 3 Regimentern (Régiment)  | Oberst ou Generalmajor                |

## Historique
Le commandement du LXXXXI. Armeekorps a été créé le 20 août 1944 et est rattaché à l'Oberbefehlshaber Südost.

## Organisation

### Commandants successifs
| Date                               | Grade                  | Commandant               |
| ---------------------------------- | ---------------------- | ------------------------ |
| 18 septembre 1944 - 9 octobre 1944 | Generalleutnant        | Ulrich Kleemann          |
| 9 octobre 1944 - 8 mai 1945        | General der Infanterie | Werner von Erdmannsdorff |

### Chef des Generalstabes
| Date                        | Grade               | Commandant     |
| --------------------------- | ------------------- | -------------- |
| Août 1944 - Septembre 1944  | Oberstleutnant i.G. | Erich Pfeiffer |
| Septembre 1944 - 8 mai 1945 | Oberstleutnant i.G. | Siemoneit      |

### 1. Generalstabsoffizier (Ia)
| Date                      | Grade      | Commandant |
| ------------------------- | ---------- | ---------- |
| 10 décembre 1944 - ? 1945 | Major i.G. | Hörmann    |

## Théâtres d'opérations
- Grèce et Yougoslavie : Octobre 1944 - Avril 1945
- Autriche : Avril 1945 - Mai 1945

## Ordre de batailles

### Rattachement d'Armées
| Date    | Armée          | Groupe d'Armées |
| ------- | -------------- | --------------- |
| 1944    |                |                 |
| Août    | Heeresgruppe E | Heeresgruppe F  |
| 1945    |                |                 |
| Janvier | Heeresgruppe E | Heeresgruppe F  |
| Avril   | Heeresgruppe E | OB West         |
| Mai     | OB Südost      | -               |

### Unités subordonnées

#### Unités organiques
- Arko 169
- Korps-Nachrichten-Abteilung 491

#### Unités rattachés
31 août 1944
- Festungs-Brigade 963

16 septembre 1944
- Festungs-Brigade 968

28 septembre 1944
- Festungs-Brigade 968

13 octobre 1944
- Festungs-Brigade 968

5 novembre 1944
- Festungs-Brigade 968
- Festungs-Infanterie-Regiment 939

26 novembre 1944
- 41. Festungs-Division
- Festungs-Brigade 963
- Festungs-Brigade 966
- Festungs-Brigade 967
- Festungs-Brigade 969
- 22. Infanterie-Division

31 décembre 1944
- 369. Infanterie-Division (kroat.)
- 41. Festungs-Division
- Festungs-Brigade 966
- Festungs-Brigade 964
- Festungs-Brigade 1017
- Festungs-Brigade 963
- 22. Infanterie-Division
- 297. Infanterie-Division
- 181. Infanterie-Division

19 février 1945
- 297. Infanterie-Division
- Festungs-Brigade 967
- Division z.b.V. Fischer
- 104. Jäger-Division
- 7. SS-Freiwilligen-Gebirgs-Division "Prinz Eugen"
- 11. Feld-Division (L)

1er mars 1945
- Festungs-Brigade 967
- 104. Jäger-Division
- 11. Feld-Division (L)
- 297. Infanterie-Division
- Division z.b.V. Fischer

31 mars 1945
- Festungs-Brigade 967
- Division z.b.V. Fischer
- 11. Feld-Division (L)
- 1. Kosaken-Kavallerie-Division

12 avril 1945
- Festungs-Brigade 967
- 11. Feld-Division (L)

30 avril 1945
- 104. Jäger-Division
- Jäger-Regiment 20

7 mai 1945
- 104. Jäger-Division
- 13. kroatische Division
- 4. kroatische Division